# 小川長保
小川 長保（おがわ ながやす）は、戦国時代から江戸時代初期の武将。織田信雄、小早川秀秋に仕えた後、旗本となった。

## 生涯
小川氏は戦国時代の尾張国上四郡守護代だった岩倉織田氏の家臣で、父正吉の代に尾張国を統一した織田信長に従い、その次男信雄に仕えた。天正10年（1582年）家督を継いでいた兄の長正が死去したために家督を相続する。父兄に同じく織田信雄に仕えたが、天正18年（1590年）信雄は豊臣秀吉によって改易処分となった。その際、秀吉の命に背いた咎で前田玄以と富田一白に詰問された事があったが、信雄への忠節と自身の潔白を堂々と訴えたために難を逃れ、逆に丹波国氷上郡小倉郷に350石を賜った。その後は小早川秀秋に属し、文禄元年（1593年）文禄の役に際しては秀秋に従って肥前国名護屋まで出張した。その際、秀吉の命で御前で小早川の軍旗を披露し、褒美に脇差と銀50枚、さらに秀吉の陣羽織を賜った。
その後、同僚の山口宗永と不仲であったため小早川家を去り、京都で扶持を得た。その際、徳川家康から仕官の誘いを受けたものの、豊臣家から扶持を得ている身としてこれを固辞した。しかし家康は長保の登用を諦めず、富田一白が勘気を受けた木曾義利を庇った際、一白に対して木曾義利赦免の条件を長保の仕官を要求した。一白はかつて自身の訴えを聞いて秀吉から助命を取り付けてくれた恩人であったため、長保もこれを承諾して500石で召し抱えられ、また義利も罪を許された。慶長5年（1600年）からは家康の嫡男徳川秀忠に属し、会津征伐から上田合戦にも従軍。その後は大番となり、慶長19年（1614年）大坂冬の陣では土井利勝の隊に、慶長20年（1615年）大坂夏の陣では高木正次の隊に所属した。元和10年（1624年）鉄砲頭となり足軽30人を、寛永9年（1632年）与力5騎を預けられ、寛永10年（1633年）加増されて1500石となり、上総国武射郡・下総国海上郡・葛飾郡・匝瑳郡と甲斐国の内に知行を得た。長男安吉は長保より先に亡くなっていたため、その家督は孫の安則が継いだ。